# Liste der Nummer-eins-Hits in Frankreich (1978)
Diese Liste enthält alle Nummer-eins-Hits in Frankreich im Jahr 1978. Es gab in diesem Jahr 14 Nummer-eins-Singles und 8 Nummer-eins-Alben.

## Singles
| | Liste der Nummer-eins-Hits in Frankreich | Liste der Nummer-eins-Hits in Frankreich | Liste der Nummer-eins-Hits in Frankreich                                                                                      | 1979 →                    |
| \| Zeitraum \| Wo. ges. \| Interpret \| Titel Autor(en) \| Zusätzliche Informationen \| \| (Zeitraum, Wochen auf Platz eins, Interpret, Titel, Autor[en], zusätzliche Informationen) \| \| \| \| \| \| ----------------------------------------------------------------------------------------- \| -------- \| ---------------------------------- \| ----------------------------------------------------------------------------------------------------------------------------- \| ------------------------- \| \| 30. Dezember 1977 – 12. Januar 1978 2 Wochen (insgesamt 7) \| 7 \| Michel Sardou \| La java de Broadway Musik: Jacques Revaux; Text: Michel Charles Sardou, Pierre Delanoë \| – \| \| 13. Januar 1978 – 2. Februar 1978 3 Wochen \| 3 \| Boney M. \| Belfast Joe Menke, Drafi Deutscher, Jimmy Bilsbury \| – \| \| 3. Februar 1978 – 9. Februar 1978 1 Woche (insgesamt 2) \| 2 \| Adriano Celentano \| Don’t Play That Song Ahmet Ertegün, Betty Nelson \| – \| \| 10. Februar 1978 – 23. Februar 1978 2 Wochen (insgesamt 3) \| 3 \| Umberto Tozzi \| Ti amo Giancarlo Bigazzi, Umberto Tozzi \| – \| \| 24. Februar 1978 – 9. März 1978 2 Wochen \| 2 \| Plastic Bertrand \| Ça plane pour moi Musik: Francis Jean M. de Pryck; Text: Yves Maurice A. Lacomblez \| – \| \| 10. März 1978 – 16. März 1978 1 Woche (insgesamt 3) \| 3 \| Umberto Tozzi \| Ti amo Giancarlo Bigazzi, Umberto Tozzi \| – \| \| 17. März 1978 – 23. März 1978 1 Woche (insgesamt 7) \| 7 \| The Bee Gees \| How Deep Is Your Love Barry Alan Gibb, Robin Hugh Gibb, Maurice Ernest Gibb \| – \| \| 24. März 1978 – 6. April 1978 2 Wochen \| 2 \| Queen \| We Will Rock You Brian Harold May \| – \| \| 7. April 1978 – 20. April 1978 2 Wochen \| 2 \| Claude François \| Magnolias Forever Musik: Jean-Pierre Henri Eugene Bourtayre, Claude François; Text: Esteva Roda Gil \| – \| \| 21. April 1978 – 1. Juni 1978 6 Wochen (insgesamt 7) \| 7 \| The Bee Gees \| How Deep Is Your Love Barry Alan Gibb, Robin Hugh Gibb, Maurice Ernest Gibb \| – \| \| 2. Juni 1978 – 22. Juni 1978 3 Wochen \| 3 \| Bonnie Tyler \| It’s a Heartache Musik: Ronnie James Scott; Text: Steve Wolfe \| – \| \| 23. Juni 1978 – 20. Juli 1978 4 Wochen \| 4 \| Boney M. \| Rivers of Babylon Brent Gayford Dowe, Trevor McNaughton, Frank Farian, George Reyam \| – \| \| 21. Juli 1978 – 14. September 1978 8 Wochen \| 8 \| Michel Sardou \| En chantant Musik: Salvatore Cutugno; Text: Michel Charles Sardou, Pierre Delanoë \| – \| \| 15. September 1978 – 28. Dezember 1978 15 Wochen \| 15 \| John Travolta & Olivia Newton-John \| You’re the One That I Want John Clifford Farrar \| – \| \| 29. Dezember 1978 – 4. Januar 1979 1 Woche \| 1 \| Julio Iglesias \| Le monde est fou, le monde est beau Claude Jacques Raoul Lemesle, Evangelina Sobredo Galanes, Julio José Iglesias de la Cueva \| – \| \| 29. Dezember 1978 – 1. Februar 1979 5 Wochen \| 5 \| Village People \| Y.M.C.A. Musik: Jacques Morali; Text: Henri Belolo \| – \| |                                          |                                          | |                           |
| |                                          |                                          | | → 1979 →                  |
| Zeitraum | Wo. ges.                                 | Interpret                                | Titel Autor(en) | Zusätzliche Informationen |
| (Zeitraum, Wochen auf Platz eins, Interpret, Titel, Autor[en], zusätzliche Informationen) |                                          |                                          | |                           |
| 30. Dezember 1977 – 12. Januar 1978 2 Wochen (insgesamt 7) | 7                                        | Michel Sardou                            | La java de Broadway Musik: Jacques Revaux; Text: Michel Charles Sardou, Pierre Delanoë                                        | –                         |
| 13. Januar 1978 – 2. Februar 1978 3 Wochen | 3                                        | Boney M.                                 | Belfast Joe Menke, Drafi Deutscher, Jimmy Bilsbury                                                                            | –                         |
| 3. Februar 1978 – 9. Februar 1978 1 Woche (insgesamt 2) | 2                                        | Adriano Celentano                        | Don’t Play That Song Ahmet Ertegün, Betty Nelson                                                                              | –                         |
| 10. Februar 1978 – 23. Februar 1978 2 Wochen (insgesamt 3) | 3                                        | Umberto Tozzi                            | Ti amo Giancarlo Bigazzi, Umberto Tozzi                                                                                       | –                         |
| 24. Februar 1978 – 9. März 1978 2 Wochen | 2                                        | Plastic Bertrand                         | Ça plane pour moi Musik: Francis Jean M. de Pryck; Text: Yves Maurice A. Lacomblez                                            | –                         |
| 10. März 1978 – 16. März 1978 1 Woche (insgesamt 3) | 3                                        | Umberto Tozzi                            | Ti amo Giancarlo Bigazzi, Umberto Tozzi                                                                                       | –                         |
| 17. März 1978 – 23. März 1978 1 Woche (insgesamt 7) | 7                                        | The Bee Gees                             | How Deep Is Your Love Barry Alan Gibb, Robin Hugh Gibb, Maurice Ernest Gibb                                                   | –                         |
| 24. März 1978 – 6. April 1978 2 Wochen | 2                                        | Queen                                    | We Will Rock You Brian Harold May                                                                                             | –                         |
| 7. April 1978 – 20. April 1978 2 Wochen | 2                                        | Claude François                          | Magnolias Forever Musik: Jean-Pierre Henri Eugene Bourtayre, Claude François; Text: Esteva Roda Gil                           | –                         |
| 21. April 1978 – 1. Juni 1978 6 Wochen (insgesamt 7) | 7                                        | The Bee Gees                             | How Deep Is Your Love Barry Alan Gibb, Robin Hugh Gibb, Maurice Ernest Gibb                                                   | –                         |
| 2. Juni 1978 – 22. Juni 1978 3 Wochen | 3                                        | Bonnie Tyler                             | It’s a Heartache Musik: Ronnie James Scott; Text: Steve Wolfe                                                                 | –                         |
| 23. Juni 1978 – 20. Juli 1978 4 Wochen | 4                                        | Boney M.                                 | Rivers of Babylon Brent Gayford Dowe, Trevor McNaughton, Frank Farian, George Reyam                                           | –                         |
| 21. Juli 1978 – 14. September 1978 8 Wochen | 8                                        | Michel Sardou                            | En chantant Musik: Salvatore Cutugno; Text: Michel Charles Sardou, Pierre Delanoë                                             | –                         |
| 15. September 1978 – 28. Dezember 1978 15 Wochen | 15                                       | John Travolta & Olivia Newton-John       | You’re the One That I Want John Clifford Farrar                                                                               | –                         |
| 29. Dezember 1978 – 4. Januar 1979 1 Woche | 1                                        | Julio Iglesias                           | Le monde est fou, le monde est beau Claude Jacques Raoul Lemesle, Evangelina Sobredo Galanes, Julio José Iglesias de la Cueva | –                         |
| 29. Dezember 1978 – 1. Februar 1979 5 Wochen | 5                                        | Village People                           | Y.M.C.A. Musik: Jacques Morali; Text: Henri Belolo                                                                            | –                         |

## Alben
| | Liste der Nummer-eins-Hits in Frankreich | Liste der Nummer-eins-Hits in Frankreich | Liste der Nummer-eins-Hits in Frankreich                | 1979 →                    |
| \| Zeitraum \| Wo. ges. \| Interpret \| Titel \| Zusätzliche Informationen \| \| (Zeitraum, Wochen auf Platz eins, Interpret, Titel, zusätzliche Informationen) \| \| \| \| \| \| ------------------------------------------------------------------------------ \| -------- \| -------------- \| ------------------------------------------------------- \| ------------------------- \| \| 16. Dezember 1977 – 9. Februar 1978 8 Wochen \| 8 \| Jacques Brel \| Album 77 \| – \| \| 10. Februar 1978 – 6. April 1978 8 Wochen \| 8 \| Yves Duteil \| Tarentelle \| – \| \| 7. April 1978 – 27. April 1978 3 Wochen \| 3 \| Queen \| News of the World \| – \| \| 28. April 1978 – 21. September 1978 21 Wochen \| 21 \| (Soundtrack) \| Saturday Night Fever \| – \| \| 22. September 1978 – 5. Oktober 1978 2 Wochen (insgesamt 9) \| 9 \| (Soundtrack) \| Grease: The Original Soundtrack from the Motion Picture \| – \| \| 6. Oktober 1978 – 12. Oktober 1978 1 Woche \| 1 \| Boys Town Gang \| Disc Change \| – \| \| 13. Oktober 1978 – 23. November 1978 6 Wochen (insgesamt 9) \| 9 \| (Soundtrack) \| Grease: The Original Soundtrack from the Motion Picture \| – \| \| 24. November 1978 – 30. November 1978 1 Woche (insgesamt 9) \| 9 \| Michel Sardou \| Je vole \| – \| \| 1. Dezember 1978 – 7. Dezember 1978 1 Woche (insgesamt 9) \| 9 \| (Soundtrack) \| Grease: The Original Soundtrack from the Motion Picture \| – \| \| 8. Dezember 1978 – 28. Dezember 1978 3 Wochen (insgesamt 9) \| 9 \| Michel Sardou \| Je vole \| – \| \| 29. Dezember 1978 – 4. Januar 1979 1 Woche \| 1 \| Dave \| Pour que tu me comprennes \| – \| |                                          |                                          |                                                         |                           |
| |                                          |                                          |                                                         | → 1979 →                  |
| Zeitraum | Wo. ges.                                 | Interpret                                | Titel                                                   | Zusätzliche Informationen |
| (Zeitraum, Wochen auf Platz eins, Interpret, Titel, zusätzliche Informationen) |                                          |                                          |                                                         |                           |
| 16. Dezember 1977 – 9. Februar 1978 8 Wochen | 8                                        | Jacques Brel                             | Album 77                                                | –                         |
| 10. Februar 1978 – 6. April 1978 8 Wochen | 8                                        | Yves Duteil                              | Tarentelle                                              | –                         |
| 7. April 1978 – 27. April 1978 3 Wochen | 3                                        | Queen                                    | News of the World                                       | –                         |
| 28. April 1978 – 21. September 1978 21 Wochen | 21                                       | (Soundtrack)                             | Saturday Night Fever                                    | –                         |
| 22. September 1978 – 5. Oktober 1978 2 Wochen (insgesamt 9) | 9                                        | (Soundtrack)                             | Grease: The Original Soundtrack from the Motion Picture | –                         |
| 6. Oktober 1978 – 12. Oktober 1978 1 Woche | 1                                        | Boys Town Gang                           | Disc Change                                             | –                         |
| 13. Oktober 1978 – 23. November 1978 6 Wochen (insgesamt 9) | 9                                        | (Soundtrack)                             | Grease: The Original Soundtrack from the Motion Picture | –                         |
| 24. November 1978 – 30. November 1978 1 Woche (insgesamt 9) | 9                                        | Michel Sardou                            | Je vole                                                 | –                         |
| 1. Dezember 1978 – 7. Dezember 1978 1 Woche (insgesamt 9) | 9                                        | (Soundtrack)                             | Grease: The Original Soundtrack from the Motion Picture | –                         |
| 8. Dezember 1978 – 28. Dezember 1978 3 Wochen (insgesamt 9) | 9                                        | Michel Sardou                            | Je vole                                                 | –                         |
| 29. Dezember 1978 – 4. Januar 1979 1 Woche | 1                                        | Dave                                     | Pour que tu me comprennes                               | –                         |